# Hilarographa undosa
Hilarographa undosa es una especie de polilla de la familia Tortricidae.
Fue descrita científicamente por Diakonoff en 1977. Sinónimo: Thaumatographa undosa

## Descripción
Pequeña polilla de la familia Tortricidae, tribu Hilarographini, con una envergadura de aproximadamente 14 mm. Se distingue por su coloración brillante y complejos patrones púrpuras y anaranjados en las alas.

## Morfología
- Cabeza: Ocre pálido con vértice púrpura.
- Antenas: Púrpura ferruginoso, escapo engrosado.
- Palpos: Curvados, ascendentes, con tono ocre y púrpura.
- Tórax: Púrpura.
- Abdomen: Naranja dorado brillante con penacho anal púrpura.
- Patas posteriores: Naranja con púrpura en la parte superior.

Alas anteriores:
Oblongas-triangulares, de color naranja brillante con base amarilla y marcas púrpura-violeta. Presenta tres bandas transversales curvas bien definidas y manchas anaranjadas entre ellas. Parte posterior del ala con figuras blancas y púrpura.
Alas posteriores:
Amarillo intenso, volviéndose naranja hacia el tornus, con margen y ápice teñidos de púrpura y una banda púrpura antes del borde.
Genitalia (hembra):
Ovipositor ovalado, ductus bursae largo y delgado, sin signa en el corpus bursae.

## Distribución
Registrada en Sorong, Nueva Guinea Occidental (1948). Holotipo en el Museo de Leiden.